# Giovanni Nicola Casale
Giovanni Nicola Casale (Messina, 20 gennaio 1980) è un judoka italiano.

## Carriera
È originario di Furci Siculo, cittadina nella quale è cresciuto.
Verso i 13 anni, nonostante giocasse a calcio, decise di seguire le orme del fratello maggiore e intraprendere la pratica del judo. Da qui cominciarono a collezionarsi le prime vittorie, poi l'arruolamento nel gruppo sportivo delle Fiamme Gialle e infine a partecipare alle Olimpiadi di Pechino 2008.

## Palmarès
Giochi Olimpici
- 2008 Pechino (CHN)  7º class.

Campionati del Mondo
- 2003 osaka(jpn) partecipazione
- 2005 Il Cairo (EGY)  partecipazione
- 2007 Rio de Janeiro (BRA)   5º class.

Campionati Europei Seniores
- 2004 Bucarest (ROM) partecipazione
- 2005 Rotterdam (NED)   partecipazione
- 2008 Lisbona (POR)  5º class.

Campionati Europei a squadre
- 2004 Parigi (FRA) 4º class.

Campionati Europei juniores
- 1998 Bucarest (ROM) partecipazione
- 1999 Lido di Ostia (ITA) 3º class.

Coppa del Mondo a squadre
- 2002 Basilea (SUI)  3º class.

Campionati Mondiali Militari CISM
2006 Vinkovci (CRO) 3º ind. - 3º a squadre
Universiadi
- 2001 Pechino (CHN)  partecipazione

Giochi del Mediterraneo
- 2005 Almeria (ESP): argento nei -66 kg;

Campionati Italiani Assoluti
- 2001 Lido di Ostia (RM) 2º class.
- 2002 Napoli 5º class.
- 2003 Bergamo 1º class.
- 2005 Genova 1º class.

Campionati Italiani Universitari
- 2001 Cagliari 1º ind. – 1º a squadre
- 2002 Chieti 1º ind. – 1º a squadre
- 2006 Brescia 1º ind. – 2º a squadre

Campionati Italiani a Squadre
- 2000 Foligno 1º class.
- 2002 Torino 1º class.
- 2004 Perugia 1º class.
- 2006 S. Giustino Umbro (PG)   3º class.
- 2007 Mantova 3º class

Campionati Italiani juniores
- 1998 Lido di Ostia (RM) 1º class.
- 1999 Lido di Ostia (RM) 1º class.

Tornei internazionali vinti
- 1998 Città di S.Giorgio ind. sq -2000 Città di S.Giorgio a sq. -2006 Città di Ventimiglia-2008 Brasil Cup

Medagliato nei Tornei internazionali
- Cetniewo 3º (1999)-2001 Città di Ventimiglia 2º-2003 Coppa del Presidente a sq. 3º-2006 Tre Torri 3º-2006 Torneo “Pechino 2008” 2º -2007 Città di Roma World Cup 2º